# Automolodes imparifascia
Automolodes imparifascia är en fjärilsart som beskrevs av Louis Beethoven Prout 1931. Automolodes imparifascia ingår i släktet Automolodes och familjen mätare. Inga underarter finns listade i Catalogue of Life.